# Ultrasonografia przezodbytnicza
Ultrasonografia przezodbytnicza, ultrasonografia transrektalna, TRUS (od ang. transrectal ultrasonography) – diagnostyka obrazowa (ultrasonografia) wykonywana przy podejrzeniu raka gruczołu krokowego, niektórych postaci zapalenia gruczołu krokowego, a także ułatwiająca określenia niektórych przyczyn niepłodności u mężczyzn (ocena drożności dróg wyprowadzających nasienie). Nie wykrywa wczesnego stadium raka. Dzięki badaniu TRUS można ocenić objętość prostaty.

## Historia
Pierwsze próby obrazowania gruczołu krokowego w badaniu przezodbytniczym opisane zostały w 1965 przez Wilda i Raida, jednak obraz uzyskany podczas badania był tak słabej jakości, że nie wiązano z TRUS możliwości stosowania w codziennej praktyce.
W 1967 zespół H. Watanabe  wykonał pierwsze przydatne klinicznie badanie TRUS. Rozwój techniki spowodował, że współczesne głowice przezodbytnicze pozwalają na precyzyjne obrazowanie gruczołu krokowego i otaczających go struktur.

## Główne wskazania do badania
Badanie TRUS jest zalecane jako element diagnostyki zmian w funkcjonowaniu gruczołu krokowego oraz dolnych dróg moczowych.
Zalicza się do nich:
- niepokojące wyniki badania per rectum
- podwyższony poziom PSA
- rodzinne występowanie raka prostaty
- bóle prostaty
- trudne do określenia bóle podbrzusza czy krocza
- choroby zapalne prostaty
- rak prostaty
- trudności w oddawaniu moczu (częstomocz, niepełne mikcje, bolesne oddawanie moczu, parcia naglące),
- ocena wielkości i budowy wewnętrznej gruczołu krokowego

## Przygotowanie do badania
Na około 2–4 godziny przed planowanym badaniem TRUS u pacjenta powinna zostać wykonana lewatywa, która oczyszcza jelita, gdyż zalegające masy kałowe utrudniają przeprowadzenie badania i pogorszają jakość uzyskiwanych obrazów. Pacjent może też zostać poproszony o wypicie wody – pełny pęcherz ułatwia uwidocznienie gruczołu krokowego.

## Przebieg badania
Badanie trwa do kilkunastu minut. Badanie TRUS może powodować u pacjenta dyskomfort, ale nie jest bolesne, więc nie ma konieczności stosowania znieczulenia. Badanie może być wykonywane w dwóch pozycjach pacjenta: w pozycji kolankowo-łokciowej (na czworakach na kozetce, z wypiętymi pośladkami) lub w pozycji leżącej na boku na kozetce, tyłem do lekarza, z wypiętymi pośladkami.
Lekarz nakłada na głowicę aparatu żel i wsuwa ją do odbytnicy. Głowica ma obły kształt i jest wąska. W trakcie badania lekarz obraca głowicę wokół jej osi, by uzyskać obraz całego badanego obszaru. 

## Prawidłowe wymiary gruczołu krokowego
Gruczoł krokowy jest narządem wielkości i kształtu przypominającym orzech włoski, przy czym normy dla jego poszczególnych wymiarów wynoszą:
- objętość prostaty – poniżej 25 ml, obliczana jest ze wzoru: V = W (szerokość) x H (wysokość) x L (długość) x 0,523
- szerokość gruczołu krokowego w projekcji poprzecznej – poniżej 45 mm (W)
- długość gruczołu w projekcji strzałkowej – poniżej 35 mm (L)
- wysokość prostaty – poniżej 33 mm (H)